# Oleksandr Kamyšin
Oleksandr Mykolajovyč Kamyšin (in ucraino Олександр Миколайович Камишін?; Kiev, 2 luglio 1984) è un dirigente d'azienda e politico ucraino, ministro delle Industrie strategiche ed ex amministratore delegato delle ferrovie ucraine.

## Biografia
Nato 2 luglio 1984, si laurea presso l'università dell'Ucraina, con un bachelor in scienze informatiche e in economia. Diviene amministratore delegato delle KMZ Industries dal 2009 al 2012. Svolge un incarico di consulenza presso il ministero delle infrastrutture ucraino nell'estate del 2021. Nell'agosto dello stesso anno, ricopre il ruolo di amministratore delegato ad interim delle ferrovie ucraine, per poi esserne nominato amministratore delegato il 25 ottobre. Nel mese di marzo del 2023 viene nominato ministro delle industrie strategiche dell'Ucraina. Sempre nello stesso anno, in qualità di ministro, ha avviato una collaborazione con la Turchia per la produzione di droni e di altri settori industriali strategici.

## Attività come Ministro delle Industrie Strategiche dell'Ucraina
Nel resoconto dei suoi primi 100 giorni di mandato, Alexander Kamyshin ha evidenziato risultati significativi, sottolineando che nel solo mese di giugno 2023, l'industria della difesa ucraina ha prodotto un numero di articoli diversi volte superiore a quello dell'intero anno 2022.
È in corso un graduale ma sostanziale aumento della capacità produttiva, con Kamyshyn che ha assemblato un team di giovani leader progressisti nel Ministero delle Industrie Strategiche. Ha avviato la riforma di Ukroboronprom, trasformandola da azienda statale a società per azioni, e le imprese statali sono state convertite in entità commerciali. Questa ristrutturazione consente la creazione di joint venture con società straniere.

Il Ministro sta attivamente perseguendo una politica di sostegno al settore privato nell'industria della difesa, sottolineando la necessità di evitare un monopolio statale. 
In un'intervista a The Guardian, Kamyshin ha dichiarato: "Nel 2021, l'80% del settore era di proprietà dello Stato; ora è circa il 50/50. Tra cinque anni dovrebbe essere 80/20 a favore del settore privato".
Secondo lui, l'Ucraina sta attualmente costruendo "Arsenale del Mondo Libero". La produzione di proiettili d'artiglieria e di mortai è in aumento, e si registra un notevole incremento del numero di produttori privati di UAV. In autunno si contavano circa 200 produttori di UAV, mentre a ottobre la produzione di droni si è centuplicata.
A novembre, Alexander Kamyshin riferisce che la produzione di prodotti militari è triplicata rispetto al 2022 e prevede una crescita di sei volte nel 2024. L'industria ucraina della difesa impiega oggi più di 300.000 persone e coinvolge oltre 500 aziende (dati aggiornati a ottobre 2023).

### Cooperazione Internazionale
Il 30 agosto, il produttore internazionale di difesa BAE SYSTEMS ha inaugurato un ufficio in Ucraina per la realizzazione di progetti congiunti nella produzione di armi.
Nel luglio 2023, è emerso che l'azienda turca Baykar aveva avviato la costruzione di un impianto di produzione di droni Bayraktar in Ucraina. Si è trattato di un significativo progetto di costruzione, con la firma dei documenti che ha richiesto diversi anni, a causa di problemi burocratici e scandali che hanno rallentato il processo in diverse occasioni.
L'Ukrainian Defense Industry Joint Stock Company e l'azienda tedesca di difesa Rheinmetall hanno formato una joint venture denominata Rheinmetall UDI LLC (Rheinmetall Ukrainian Defense Industry LLC), registrata il 18 ottobre. Questa costituisce la prima joint venture fondata con partner stranieri con la partecipazione di UOP. La cooperazione si concentra sulla manutenzione e la riparazione di veicoli blindati, trasferiti in Ucraina dai partner. Inoltre, prevede la produzione congiunta di prodotti Rheinmetall in Ucraina e lo sviluppo di armi ed equipaggiamenti militari di ultima generazione basati sulla nuova impresa, coinvolgendo specialisti ucraini e tedeschi. La creazione di joint venture con partner stranieri rappresenta una delle principali opportunità aperte dalla riforma dell'industria statale della difesa nell'ambito della trasformata Ukroboronprom.

## La famiglia
Alexander Kamyshin è sposato e ha due figli.